# Nokia 8250
Nokia 8250 – telefon komórkowy firmy Nokia, który miał premierę w 2000 roku. Wyposażony jest w gry, kompozytor oraz podczerwień. Pamięć książki telefonicznej wynosi 250 kontaktów.

## Funkcje dodatkowe
- Alarm
- Słownik T9
- Kalendarz
- Organizer
- Przelicznik walut
- Kalkulator
- Wygaszacz
- Wymienna obudowa
- Zegarek